# Malaki Branham
Malaki Lamar Branham (Columbus, Ohio, 12 de mayo de 2003) es un jugador de baloncesto estadounidense que pertenece a la plantilla de los Washington Wizards de la NBA. Mide 1,93 metros y juega en la posición de escolta o de alero. 

## Trayectoria deportiva

### Instituto
Branham se crio en Columbus, Ohio, desde donde se mudó con su familia a Akron para ir a la escuela secundaria de St. Vincent–St. Mary. Allí ganó dos campeonatos estatales, en 2018 y 2021. En su último año, Branham promedió 21,3 puntos, 5,1 rebotes, 2,7 asistencias y 1,8 robos por partido. En su última temporada, fue nombrado Ohio Mr. Basketball, y fue seleccionado para jugar el Jordan Brand Classic, que no se disputó por la pandemia de COVID-19.

### Universidad
Jugó una temporada con los Buckeyes de la Universidad Estatal de Ohio, en la que promedió 13,7 puntos, 3,6 rebotes y 2,0 asistencias por partido. Fue elegido freshman del año e incluido en el tercer mejor quinteto de la Big Ten Conference.
El 1 de abril de 2022 se declaró para el draft de la NBA mientras mantenía su elegibilidad universitaria. Más tarde firmó con un agente, renunciando a dicha elegibilidad restante.

#### Estadísticas
| Año     | Equipo     | PJ | PT | MPP  | %TC  | %3P  | %TL  | RPP | APP | ROB | TPP | PPP  |
| ------- | ---------- | -- | -- | ---- | ---- | ---- | ---- | --- | --- | --- | --- | ---- |
| 2021–22 | Ohio State | 32 | 31 | 29.6 | .498 | .416 | .833 | 3.6 | 2.0 | .7  | .3  | 13.7 |

### Profesional
Fue elegido en la vigésima posición del Draft de la NBA de 2022 por los San Antonio Spurs. Debutó en la NBA el 30 de octubre de 2022 anotando 5 puntos ante Minnesota Timberwolves. Esa temporada alternó encuentros con el equipo filial de la G League, los Austin Spurs, disputando 66 encuentros con el primer equipo, 32 de ellos como titular.
Tras tres temporadas en San Antonio, el 8 de julio de 2025, es traspasado junto a Blake Wesley a Washington Wizards, a cambio de Kelly Olynyk.

## Estadísticas de su carrera en la NBA

### Temporada regular
| Año     | Equipo      | PJ  | PT | MPP  | %TC  | %3P  | %TL  | RPP | APP | ROB | TPP | PPP  |
| ------- | ----------- | --- | -- | ---- | ---- | ---- | ---- | --- | --- | --- | --- | ---- |
| 2022-23 | San Antonio | 66  | 32 | 23.5 | .440 | .302 | .829 | 2.7 | 1.9 | .5  | .1  | 10.2 |
| 2023-24 | San Antonio | 75  | 29 | 21.3 | .432 | .347 | .873 | 2.0 | 2.1 | .4  | .1  | 9.2  |
| 2024-25 | San Antonio | 47  | 0  | 9.1  | .458 | .405 | .818 | 1.1 | .8  | .2  | .0  | 5.0  |
| Total   | Total       | 188 | 61 | 19.0 | .439 | .336 | .843 | 2.0 | 1.7 | .4  | .1  | 8.5  |